# Cantiusok
A cantiusok ókori britanniai nép. A mai Kentben, a félsziget déli szögletében a Cantius hegyfokig terjedt a területük. Nevesebb városaik: Dubrae (ma Dover), Durovernum (ma Canterbury) és Londinium (ma London) voltak. Iulius Caesar tudósít róluk a gall háborúról írott munkájában.